# 奈爾斯 (北達科他州)
奈爾斯（英語：Niles）是位於美國北達科他州本森縣的非建制地區。

## 歷史
奈爾斯的郵局於1898年設立，其後於1905年停運。

## 地理
奈爾斯所處的海拔為高於海平面464米（即1522英呎），而該地所採用的時區為UTC-6，即北美中部时区（CST）。同時該地設有夏令時間，為UTC-6調快一小時，即UTC-5（CDT）。